# Gostyń (gmina)
Pour les articles homonymes, voir Gostyń.
Gostyń est une gmina mixte du powiat de Gostyń, Grande-Pologne, dans le centre-ouest de la Pologne. Son siège est la ville de Gostyń, qui se situe environ 88 km au sud de la capitale régionale Poznań.
La gmina couvre une superficie de 136,91 km2 pour une population de 27 860 habitants en 2006.

## Géographie

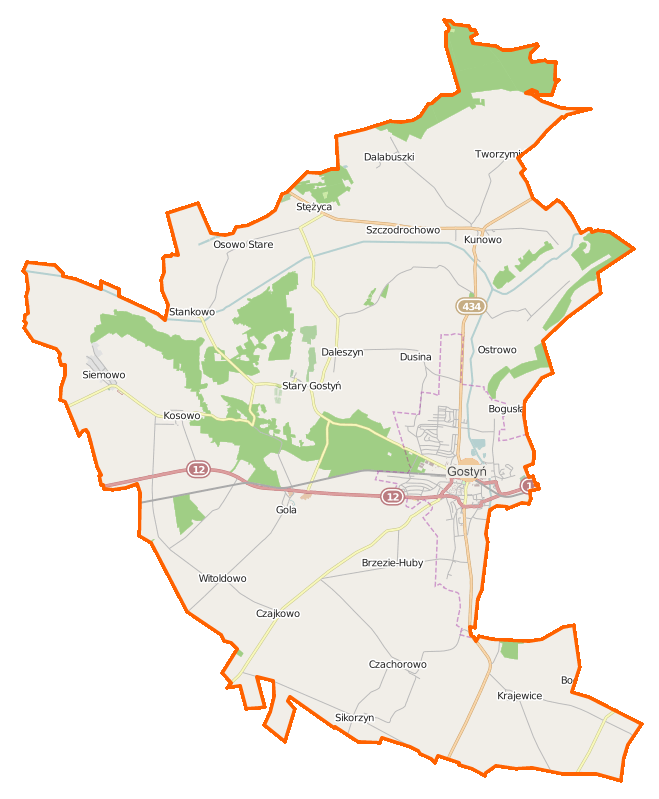
Plan de la gmina.

Outre la ville de Gostyń, la gmina inclut les villages et les localités de :
- Brzezie
- Czachorowo
- Czajkowo
- Dalabuszki
- Daleszyn
- Dusina
- Gaj
- Gola
- Kosowo
- Krajewice
- Kunowo
- Osowo
- Ostrowo
- Płaczkowo
- Siemowo
- Sikorzyn
- Stankowo
- Stary Gostyń
- Stężyca
- Szczodrochowo
- Tworzymirki
- Ziółkowo

### Gminy voisines
La gmina de Gostyń est bordée des gminy de :
- Dolsk
- Piaski
- Krobia
- Poniec
- Krzemieniewo
- Krzywiń

## Structure du terrain
D'après les données de 2003 la superficie de la commune de Gostyń est de 137 km2, répartis comme tel :
- terres agricoles : 76 %
- forêts : 13 %

La commune représente 17 % de la superficie du powiat.